# 理性の祭典

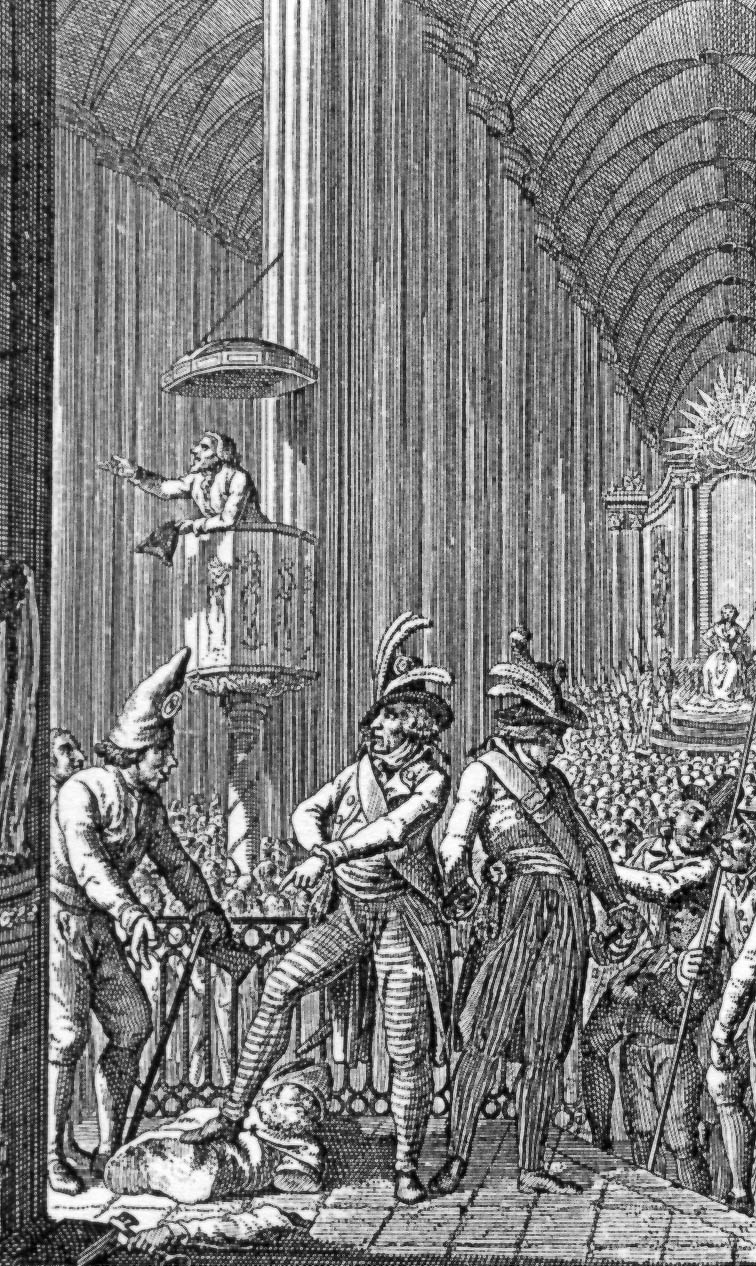
ストラスブールのノートルダム大聖堂は理性信仰の宗教施設になった

理性の祭典（りせいのさいてん、フランス語: Fête de la Raison、 英語: Festival of Reason）とは、フランス革命期の1793年11月10日以降、フランス共和国のパリのノートルダム大聖堂を中心にフランス全土で開催された祭典。ジャコバン派独裁のなか、同派のなかでジャック・ルネ・エベールを中心とするグループ（エベール派）の主導でおこなわれ、きわめて無神論的性格の強いものであった。

## 概要

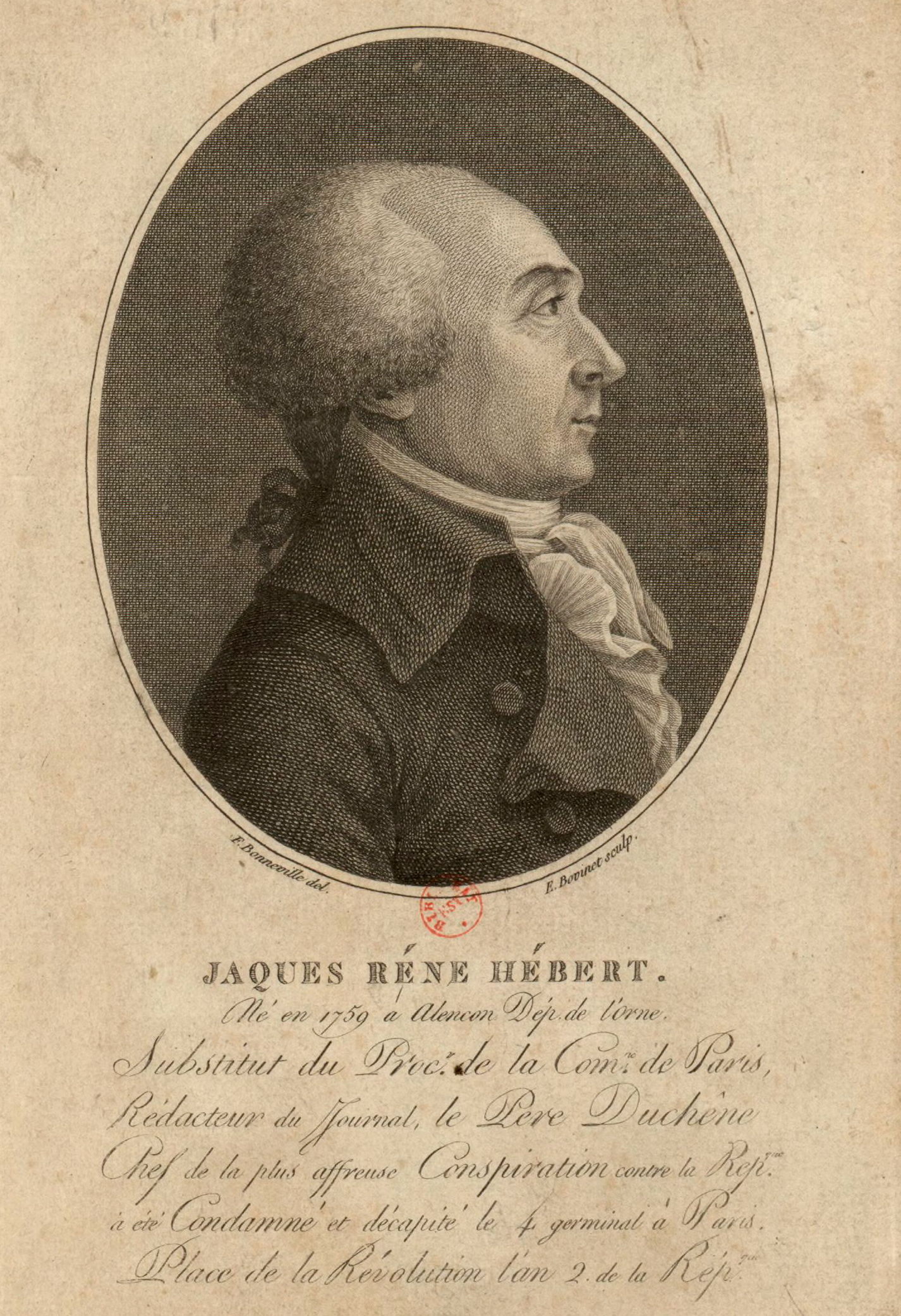
ジャック・ルネ・エベール

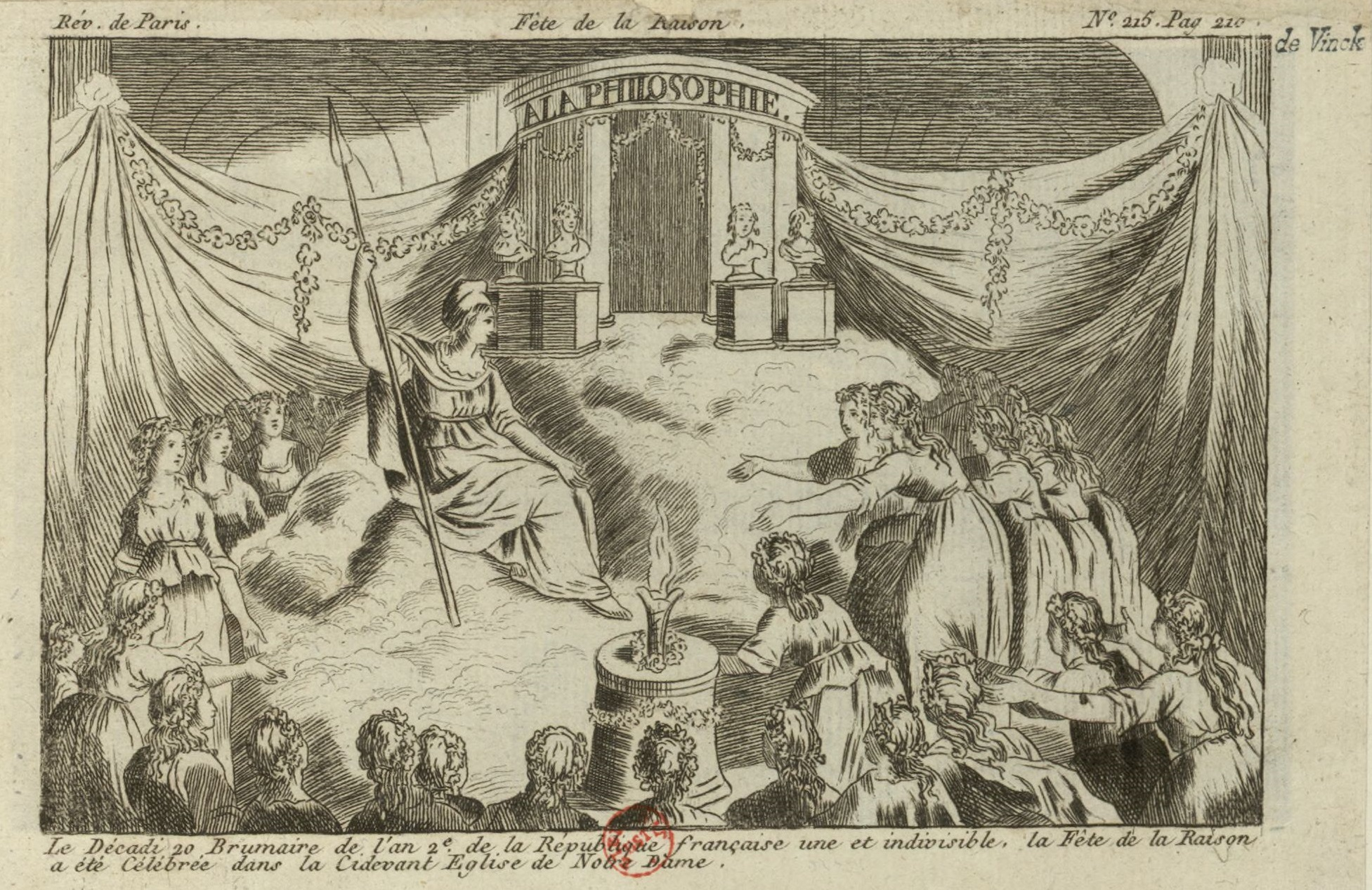
パリのノートルダム大聖堂での「理性の祭典」（1793年11月10日）

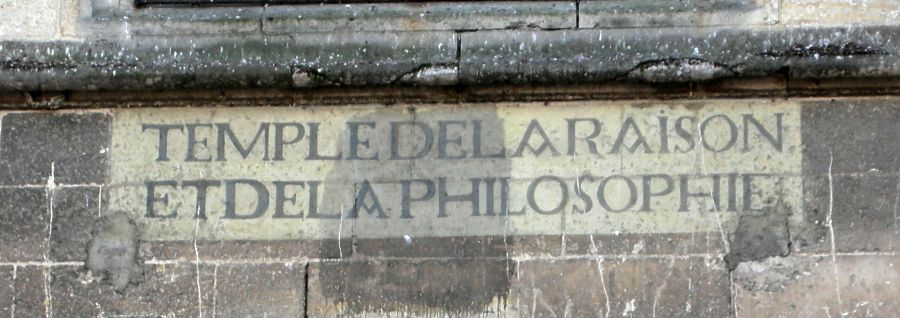
フランス北部イヴリー＝ラ＝バタイユの教会に刻まれた「哲学へ（ET DE LA PHILOSOPHIE）」の銘刻

公式に、国家規模で営まれた「理性の祭典」は、ジャック・ルネ・エベールとアントワーヌ＝フランソワ・モモロによって監修されたものであり、フランス革命暦第2年のブリュメール20日（西暦1793年11月10日）の祭典は、宗教が新しい共和主義的なかたちをとる一つの規範となった。
ピエール・ガスパール・ショーメットにより企画・組織された祭典では、全フランスのキリスト教会が当代の「理性の寺院」に生まれ変わった。パリにおける最大の儀式はシテ島のノートルダム大聖堂での祭典であった。当初これは、パレ・ロワイヤルで開かれる予定であったが、還俗僧で評議員だったジョゼフ・フーシェがニエーヴルの教会から奪った財宝を国民公会が受け取り、パリ大司教のジャン＝バティスト＝ジョゼフ・ゴベルが国民公会の演壇に立って僧職離脱を宣言した11月7日、県とコミューンは「自由のための市民の祭典」を場所を移してブリュメール20日におこなうことを決定した。
1793年11月10日、ノートルダム大聖堂の内陣中央に人工の山が設けられ、その頂上にギリシャ風の神殿が建てられ、その四隅にはヴォルテール、ジャン＝ジャック・ルソー、シャルル・ド・モンテスキューといった啓蒙思想家たちの胸像が設置されて神殿のなかから「自由と理性の女神」に扮したオペラ座の女優が現れるといった趣向で「理性の祭典」が始まった。キリスト教の祭壇が取り壊されて「自由への祭壇」が設けられ、大聖堂の扉の上方には「哲学へ（et de la philosophie）」の碑文が石に刻まれた 。祝祭の少女たちは白いローマ風のドレスとトリコロール（3色）の帯を身にまとい、「自由に扮した」理性の女神のまわりを動き回った。真実を象徴する祭壇の上では、炎が燃えあがった。女神像は、偶像崇拝を避けるため彫像ではなく、実際に生きている女性たちによって描かれた。赤いボンネットをかぶった女神は、白いドレスに青いマントを身につけて、手には黒檀の槍を持ちつつグリーンに彩色された玉座におもむく。そこに「狂信はいまや正義と真理に決定的に席を譲った。今後司祭は存在せず、自然が人類に教えた神以外に神は存在しないであろう」というアナウンスが入ると、革命賛歌の歌声が聖堂全体に響きわたった。やがて、群衆が狂喜乱舞する祝宴が繰り広げられた。そして、パリではその役割は「挑発的に」服を着たといわれているモモロ自身の妻ソフィーによって演じられた。これについてイギリスの歴史家トーマス・カーライルはこう述べている、「（彼女は）『理性の女神』のなかでも最高の女神となった。けれども、彼女は歯が少し欠けていたけれど」と。こうした「理性の祭典」はパリの各教会はじめ地方の主要都市でも、あたかも即興演劇の様相を呈しながら、以後数か月にわたって開かれつづけた。
人びとは、このようなかたちで「理性が18世紀の偏見にたいしておさめた勝利」を祝った。ほとんどが、狂信に打ち勝つ女性という筋書き、彼女の聡明さが狂信のベールを剥ぎ取って闇と怪物を追い散らすという筋書きが中心となっており、出現と消滅という単純でわかりやすい構成となっていた。その主題と演出はオペラの台本を模倣しており、欠かせざるものとして花形女優の登場することも含め、濃厚な演劇的性格を有していた。フランスの歴史家エドガール・キネは、「理性の祭典」における花形女優の役割について「女優は一時間神々しさを示したのちに神性を棄てる」と評している。すなわち、花形女優の存在は祭典全体の作為性をむしろ強調していたのであり、そこから信仰の観念を得られることはなかったし、女優に対していかなる祈りも捧げられることがなかったのである。
ジョルジュ・ダントンはその失脚の前、非キリスト教化論者やかれらの「行き過ぎた表現」に対して警告を発していたが、理性崇拝への支援はフランス第一共和政の初期にあっては増大する一方であった。1793年末ころまで国民公会はあらゆる手段を用いてパリの祭典へ大挙して訪れる人々の招待を受け入れたとみられ、マクシミリアン・ロベスピエールや他からも強固な反対意見があることは公にされなかった。エベールとショーメットはその後も引き続き、誇らしげに代議員のかなりの代表団をノートルダムに招いたのである。

## 評価
科学者・数学者のジョゼフ・フーリエはこの祭典を生み出した「理性の崇拝（理性の信仰）」について、「目と耳のための宗教」と述べている。
「理性の祭典」は、記録によれば、民衆が反宗教劇を酒肴におおいに飲み、熱狂的に歌い踊るカーニヴァルのような連日のお祭り騒ぎであったという。「理性」への寺院や教会堂の献納、銀器の奉納、聖職者の棄教、「自由の殉教者」に対する崇拝、反キリスト教的な行進や行列など雑多な要素を含んでいたが、すべてにわたって規則の欠如とその誇示とを特徴としていた。すなわち、偶像破壊と仮装舞踏会を体系化したような内実に伝統的・民俗的な祝祭が融合し、無神論的で無政府主義的な性格を有していたのである。そこでは、民衆やサンキュロットの活動家たちによる、コントロール不能なエネルギーが横溢していた。その独自性は、非キリスト教化の直接行動というところにあった。しかし、この運動はのちにロベスピエールの猛反対を受けることとなった。
「理性の祭典」を生み出した「理性の崇拝（理性の信仰）」およびロベスピエール派による理神論的な「最高存在の崇拝」などはまた、総称して「革命的宗教」ないし「革命的諸宗教」と称されている。